# Portogallo ai Giochi della XXXII Olimpiade
Il Portogallo ha partecipato ai Giochi della XXXII Olimpiade, che si sono svolti a Tokyo, Giappone, dal 23 luglio all'8 agosto 2021 (inizialmente previsti dal 24 luglio al 9 agosto 2020 ma posticipati per la pandemia di COVID-19) con novantadue atleti, cinquantasei uomini e trentasei donne.
Si è trattata della venticinquesima partecipazione di questo paese ai Giochi estivi. Gli atleti hanno vinto quattro medaglie, sorpassando il record di tre medaglie vinte a Los Angeles 1984 e ad Atene 2004.

## Medaglie
| Riepilogo quotidiano | Riepilogo quotidiano | Riepilogo quotidiano | Riepilogo quotidiano | Riepilogo quotidiano | Riepilogo quotidiano | Riepilogo quotidiano |
| -------------------- | -------------------- | -------------------- | -------------------- | -------------------- | -------------------- | -------------------- |
| Giorno               | Data                 |                      |                      |                      | Totale               |                      |
| 6º                   | 29                   | 0                    | 0                    | 1                    | 1                    |                      |
| 9º                   | 1°                   | 0                    | 1                    | 0                    | 1                    |                      |
| 11º                  | 3                    | 0                    | 0                    | 1                    | 1                    |                      |
| 13º                  | 5                    | 1                    | 0                    | 0                    | 1                    |                      |
| Totale               | Totale               | 1                    | 1                    | 2                    | 4                    |                      |

### Medagliere per disciplina
| Sport            | Oro | Argento | Bronzo | Totale |
| ---------------- | --- | ------- | ------ | ------ |
| Atletica leggera | 1   | 1       | 0      | 2      |
| Canoa/kayak      | 0   | 0       | 1      | 1      |
| Judo             | 0   | 0       | 1      | 1      |
| Totale           | 1   | 1       | 2      | 4      |

### Medaglie
| Medaglia | Nome             | Sport            | Evento                 |
| -------- | ---------------- | ---------------- | ---------------------- |
| Oro      | Pedro Pichardo   | Atletica leggera | Salto triplo maschile  |
| Argento  | Patrícia Mamona  | Atletica leggera | Salto triplo femminile |
| Bronzo   | Jorge Fonseca    | Judo             | 100 kg maschile        |
| Bronzo   | Fernando Pimenta | Canoa/kayak      | K1 1000 m maschile     |

## Delegazione
| Sport            | Uomini | Donne | Totale |
| ---------------- | ------ | ----- | ------ |
| Atletica leggera | 7      | 13    | 20     |
| Canoa            | 6      | 2     | 8      |
| Canottaggio      | 2      | 0     | 2      |
| Ciclismo         | 2      | 2     | 4      |
| Equitazione      | 2      | 2     | 4      |
| Ginnastica       | 1      | 1     | 2      |
| Judo             | 2      | 6     | 8      |
| Nuoto            | 5      | 4     | 9      |
| Pallamano        | 14     | 0     | 14     |
| Skateboard       | 1      | 0     | 1      |
| Surf             | 1      | 2     | 3      |
| Taekwondo        | 1      | 0     | 1      |
| Tennis           | 2      | 0     | 2      |
| Tennistavolo     | 3      | 2     | 5      |
| Tiro             | 1      | 0     | 1      |
| Triathlon        | 2      | 1     | 3      |
| Vela             | 4      | 1     | 5      |
| Totale           | 56     | 36    | 92     |

## Risultati

### Atletica leggera
| Q | Qualificato al turno successivo per la posizione in qualificazione                                                           |
| q | Qualificato per il turno successivo per ripescaggio o, negli eventi su campo, conquistando la misura minima per qualificarsi |

Maschile
Eventi su pista e strada
| Atleta             | Evento       | Batteria  | Batteria  | Semifinale      | Semifinale      | Finale          | Finale          |
| Atleta             | Evento       | Risultato | Posizione | Risultato       | Posizione       | Risultato       | Posizione       |
| ------------------ | ------------ | --------- | --------- | --------------- | --------------- | --------------- | --------------- |
| Carlos Nascimento  | 100 m piani  | 10"37     | 7°        | non qualificato | non qualificato | non qualificato | non qualificato |
| Ricardo dos Santos | 400 m piani  | 46"83     | 7°        | non qualificato | non qualificato | non qualificato | non qualificato |
| João Vieira        | Marcia 50 km | N.D.      | N.D.      | N.D.            | N.D.            | 3h51'28"        | 5°              |

Eventi su campo
| Atleta         | Evento         | Qualifica | Qualifica | Finale          | Finale          |
| Atleta         | Evento         | Misura    | Posizione | Misura          | Posizione       |
| -------------- | -------------- | --------- | --------- | --------------- | --------------- |
| Francisco Belo | Getto del peso | 20.58     | 16°       | non qualificato | non qualificato |
| Nelson Évora   | Salto triplo   | 15.39     | 27°       | non qualificato | non qualificato |
| Tiago Pereira  | Salto triplo   | 16.71     | 16°       | non qualificato | non qualificato |
| Pedro Pichardo | Salto triplo   | 17.71     | 1° Q      | 17.98           | Oro             |

Femminile
Eventi su pista e strada
| Atleta             | Evento       | Batteria  | Batteria  | Semifinale      | Semifinale      | Finale          | Finale          |
| Atleta             | Evento       | Risultato | Posizione | Risultato       | Posizione       | Risultato       | Posizione       |
| ------------------ | ------------ | --------- | --------- | --------------- | --------------- | --------------- | --------------- |
| Lorène Bazolo      | 100 m piani  | 11"31     | 4ª        | non qualificata | non qualificata | non qualificata | non qualificata |
| Lorène Bazolo      | 200 m piani  | 23"21     | 2ª Q      | 23"20           | 7ª              | non qualificata | non qualificata |
| Cátia Azevedo      | 400 m piani  | 51"26     | 3ª Q      | 51"32           | 7ª              | non qualificata | non qualificata |
| Salomé Afonso      | 1500 m piani | 4'10"80   | 13ª       | non qualificata | non qualificata | non qualificata | non qualificata |
| Marta Pen          | 1500 m piani | 4'07"33   | 10ª q     | 4'04"15         | 10ª             | non qualificata | non qualificata |
| Sara Moreira       | Maratona     | N.D.      | N.D.      | N.D.            | N.D.            | DNF             | DNF             |
| Catarina Ribeiro   | Maratona     | N.D.      | N.D.      | N.D.            | N.D.            | 2h55'01"        | 70ª             |
| Carla Salomé Rocha | Maratona     | N.D.      | N.D.      | N.D.            | N.D.            | 2h34'52"        | 30ª             |
| Ana Cabecinha      | Marcia 20 km | N.D.      | N.D.      | N.D.            | N.D.            | 1h34'08"        | 20ª             |

Eventi su campo
| Atleta          | Evento           | Qualifica | Qualifica | Finale          | Finale          |
| Atleta          | Evento           | Misura    | Posizione | Misura          | Posizione       |
| --------------- | ---------------- | --------- | --------- | --------------- | --------------- |
| Liliana Cá      | Lancio del disco | 62.85     | 8ª q      | 63.93           | 5ª              |
| Irina Rodrigues | Lancio del disco | 57.03     | 25ª       | non qualificata | non qualificata |
| Auriol Dongmo   | Getto del peso   | 18.80     | 8ª Q      | 19.57           | 4ª              |
| Patrícia Mamona | Salto triplo     | 14.54     | 4ª Q      | 15.01           | Argento         |
| Evelise Veiga   | Salto triplo     | 13.93     | 19ª       | non qualificata | non qualificata |